# George Ganetakos
 (octobre 2023).
George Ganetakos (1879-1955) était un entrepreneur grec-canadien qui a fondé la chaîne Cinémas Unis, basée à Montréal. Né en Grèce, celui-ci a laissé une empreinte significative dans l'industrie cinématographique à Montréal. Sa vie et son héritage sont étroitement liés à l'essor du divertissement cinématographique au Canada au début du XXe siècle.

## Biographie

### Jeunesse et débuts
George Ganetakos naît en Grèce et exerce initialement le métier de forgeron. Confronté à des conditions économiques difficiles, il émigre à Montréal en 1900. À son arrivée, il se tourne vers le commerce des friandises glacées et d'autres douceurs pour subvenir à ses besoins.

### Avènement du cinéma au Québec
Attiré par le succès émergent des premières salles de cinéma, Ganetakos s'associe à des hommes d'affaires montréalais et ouvre en 1910 son premier cinéma, le Moulin Rouge. Sis sur la rue Ste-Catherine entre le Ouimetoscope et le Nationoscope, sa création a grandement contribué à la naissance de l'industrie cinématographique locale. Encouragé par le succès de cette première entreprise, il fait construire en 1912 le Strand, le premier véritable palace cinématographique de Montréal, marquant ainsi le début de l'expansion de son entreprise.

### Cinémas Unis

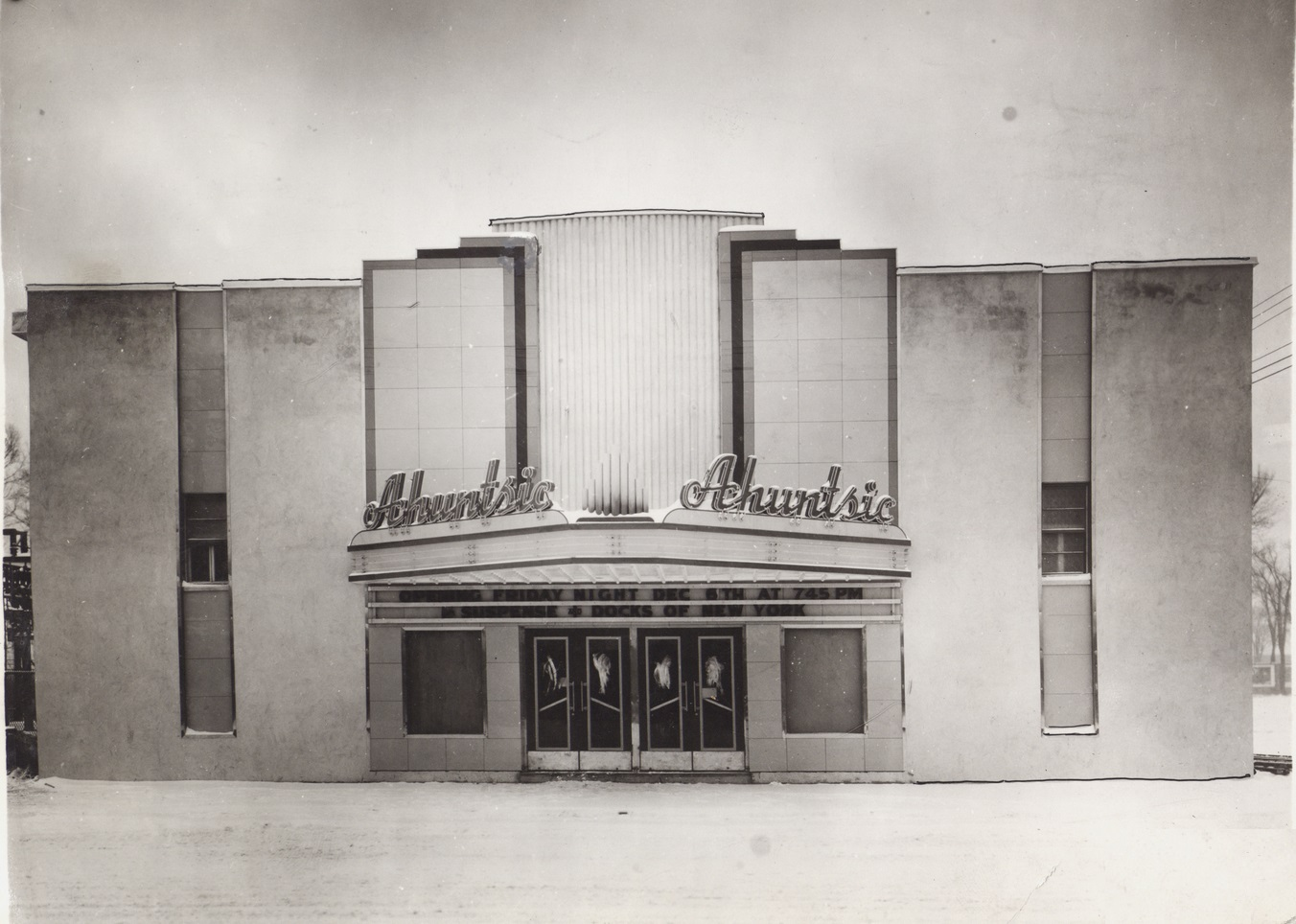
Cinéma Ahuntsic, 1946

George Ganetakos dirige la United Amusement, une entreprise qui connaît un essor rapide dans les années 1910 et 1920. D'abord connue sous le nom de Independent Amusement, la United Amusement devient United Theatres, puis Cinémas Unis. 
Elle construit plusieurs salles luxueuses à Montréal, dont le Papineau, le Plaza, le Regent, le Rivoli, le Rosemont, le Snowdon, le York et le Granada. Pendant cette période, la United absorbe également les salles exploitées par d'autres immigrants grecs dont celles de P.G. Demetre et des familles Lazanis et Sperdakos. Le succès de la United suscite l'intérêt du réseau Famous Players, qui tente en 1924 de prendre le contrôle de l'entreprise. Toutefois, Ganetakos négocie une entente lui laissant le contrôle de la chaîne à Montréal tout en accordant à Famous Players une participation. La United prospère même pendant les années de crise, bien qu'elle montre peu d'intérêt pour les films en français émergents dans les années 1930. La notoriété de Ganetakos s'accroît pendant la Seconde Guerre mondiale en raison de son engagement envers le Greek War Relief Association (en), qui lui vaut une décoration du roi de Grèce en 1950. C’est par ailleurs en 1946 que la United ouvre la première nouvelle salle montréalaise de l’après-guerre, le cinéma Ahuntsic,.

### Décès et succession
Le 9 juin 1955, George Ganetakos décède dans un accident de voiture à Montréal,. Le fils de George Ganetakos assume la direction de United Amusement, mais décède à son tour en 1959. Les héritiers de la famille Ganetakos prennent la décision de transférer le contrôle de United Amusement à la société Famous Players.